# Diocesi di Tete
La diocesi di Tete (in latino Dioecesis Tetiensis) è una sede della Chiesa cattolica in Mozambico suffraganea dell'arcidiocesi di Beira. Nel 2022 contava 349.830 battezzati su 2.319.000 abitanti. È retta dal vescovo Diamantino Guapo Antunes, I.M.C.

## Territorio
La diocesi comprende l'intera provincia di Tete in Mozambico.
Sede vescovile è la città di Tete, dove si trova la cattedrale di San Giacomo Maggiore.
Il territorio è suddiviso in 35 parrocchie.

## Storia
La diocesi è stata eretta il 6 maggio 1962 con la bolla Quae verba di papa Giovanni XXIII, ricavandone il territorio dalla diocesi di Beira (oggi arcidiocesi).
Originariamente suffraganea dell'arcidiocesi di Lourenço Marques (oggi arcidiocesi di Maputo), il 4 giugno 1984 è entrata a far parte della provincia ecclesiastica di Beira.

## Cronotassi dei vescovi
Si omettono i periodi di sede vacante non superiori ai 2 anni o non storicamente accertati.
- Félix Niza Ribeiro † (20 dicembre 1962 - 19 febbraio 1972 nominato vescovo di João Belo)
- Augusto César Alves Ferreira da Silva, C.M. (19 febbraio 1972 - 31 maggio 1976 dimesso)
- Paulo Mandlate, S.S.S. † (31 maggio 1976 - 18 aprile 2009 ritirato)
- Inácio Saúre, I.M.C. (12 aprile 2011 - 11 aprile 2017 nominato arcivescovo di Nampula)
  - Sandro Faedi, I.M.C. (11 aprile 2017 - 22 marzo 2019) (amministratore apostolico)
- Diamantino Guapo Antunes, I.M.C., dal 22 marzo 2019

## Statistiche
La diocesi nel 2022 su una popolazione di 2.319.000 persone contava 349.830 battezzati, corrispondenti al 15,1% del totale.
| anno | popolazione | popolazione | popolazione | presbiteri | presbiteri | presbiteri | presbiteri                | diaconi | religiosi | religiosi | parrocchie |
| anno | battezzati  | totale      | %           | numero     | secolari   | regolari   | battezzati per presbitero | diaconi | uomini    | donne     | parrocchie |
| ---- | ----------- | ----------- | ----------- | ---------- | ---------- | ---------- | ------------------------- | ------- | --------- | --------- | ---------- |
| 1969 | 85.036      | 545.487     | 15,6        | 54         | 3          | 51         | 1.574                     |         | 79        | 72        | 17         |
| 1980 | 112.000     | 639.000     | 17,5        | 18         | 1          | 17         | 6.222                     |         | 25        | 48        | 26         |
| 1990 | 124.000     | 918.000     | 13,5        | 12         | 1          | 11         | 10.333                    |         | 16        | 36        | 25         |
| 1999 | 237.460     | 1.200.000   | 19,8        | 25         | 7          | 18         | 9.498                     |         | 22        | 54        | 25         |
| 2000 | 237.500     | 1.200.000   | 19,8        | 24         | 7          | 17         | 9.895                     |         | 21        | 54        | 25         |
| 2001 | 238.000     | 1.210.000   | 19,7        | 21         | 6          | 15         | 11.333                    |         | 19        | 45        | 25         |
| 2002 | 239.000     | 1.210.000   | 19,8        | 23         | 5          | 18         | 10.391                    |         | 24        | 47        | 25         |
| 2003 | 240.000     | 1.210.000   | 19,8        | 23         | 4          | 19         | 10.434                    |         | 21        | 52        | 25         |
| 2004 | 245.000     | 1.210.000   | 20,2        | 23         | 3          | 20         | 10.652                    |         | 25        | 53        | 26         |
| 2010 | 267.492     | 1.593.258   | 16,8        | 36         | 5          | 31         | 7.430                     |         | 35        | 55        | 26         |
| 2014 | 274.501     | 1.784.967   | 15,4        | 33         | 7          | 26         | 8.318                     |         | 30        | 58        | 27         |
| 2017 | 292.352     | 1.935.200   | 15,1        | 46         | 13         | 33         | 6.355                     |         | 38        | 59        | 29         |
| 2020 | 324.415     | 2.147.820   | 15,1        | 47         | 10         | 37         | 6.902                     |         | 43        | 56        | 29         |
| 2022 | 349.830     | 2.319.000   | 15,1        | 71         | 19         | 52         | 4.927                     |         | 61        | 75        | 35         |